# ريزستنس: ريتريبوشن
ريزستنس: ريتريبوشن (بالإنجليزية: Resistance: Retribution)‏، هي لعبة فيديو أمريكية، من نوع تصويب منظور الشخص الثالث، صدرت اللعبة سنة 2009، وتعمل على منصة بلاي ستيشن بورتبل الحصرية، وهي من تطوير إس سي إي بند ستوديو، ومن نشر سوني كمبيوتر إنترتنمنت.